# حقوق الإنسان في هونغ كونغ
إن حماية حقوق الإنسان هي شيء منصوص عليه في القانون الأساسي لهونغ كونغ، بموجب المادة 39 في القانون الأساسي والمواثيق التي شرعها القانون. وقد أصبح الميثاق الدولي الخاص بالحقوق المدنية والسياسية قيد التنفيذ في هونغ كونغ. حيث يمكن للمحاكم رفض أي تشريع يتعارض مع القانون الأساسي.
تتمتع هونج كونج بمستوى عالٍ من الحرية المدنية. تحترم حكومة هونغ كونغ بشكل عام حقوق الإنسان، على الرغم من أن القضايا الأساسية لا تزال قائمة. هناك مخاوف بشأن حرية الاجتماع المقيدة بموجب مرسوم النظام العام. في بعض الأحيان اتُهمت الشرطة باستخدام أساليب قاسية تجاه المتظاهرين، وطُرحت أسئلة على السلطات فيما يتعلق بحق الخصوصية، تظل المراقبة السرية مصدر القلق الرئيسي. كذلك حق حماية المثليين مهدر بسبب عدم وجود قانون تجاه التوجهات الجنسية المختلفة. هناك أيضًا تعليقات حول الإهمال في حقوق العمال.

## إطار الحماية

### الإعلان الصيني البريطاني المشترك
بموجب الملحق الأول (القسم الحادي عشر) من الإعلان الصيني البريطاني المشترك، فقد نص الإعلان على ما يلي:
تحمي حكومة هونغ كونغ الإدارية الخاصة حقوق وحرية الشعب والأشخاص الآخرين المقيمين في هونغ كونغ. تحافظ حكومة هونغ كونغ الإدارية الخاصة على الحقوق والحريات المنصوص عليها سابقًا في القوانين الخاصة بهونغ كونغ، بما في ذلك حرية الشخص وحرية التعبير والصحافة و الاجتماع وتكوين أو الانضمام إلى نقابات التجارة، والمراسلات، والسفر، والحركة، والإضراب، والتظاهر، واختيار المهنة، والبحث الأكاديمي، والمعتقدات، وحرمة المنزل، وحرية الزواج وحق تكوين أسرة.

### القانون الأساسي لمنطقة هونغ كونغ الإدارية الخاصة
بموجب القانون الأساسي، فإن الوثائق الدستورية لمنطقة هونغ كونغ الإدارية الخاصة، وبعض الحقوق والحريات لسكان هونغ كونغ (بما في ذلك كل من المقيمين الدائمين والمقيمين غير الدائمين) مضمونة ومصونة في الفصل الثالث من القانون.

### قانون وثيقة الحقوق في هونغ كونغ
قانون وثيقة الحقوق في هونغ كونغ (الفصل 383)، والذي صدر في عام 1991، هو التعديل المحلي لأحكام الميثاق الدولي الخاص بالحقوق المدنية والسياسية كما هو مطبق في هونغ كونغ. اعترفت المحاكم بقانون وثيقة الحقوق باعتباره إحدى الوثائق الدستورية الموثقة بجانب القانون الأساسي. ومع ذلك، فإن حقيقة أن وثيقة الحقوق قد سُنت في شكل مرسوم (كتشريع أولي محلي) يعني أن الهيئة التشريعية يمكنها تعديل أو إلغاء وثيقة الحقوق من خلال تشريع عادي، يخضع للمراجعة القضائية. علاوة على ذلك، إذا تم اعتبار أي جزء من وثيقة الحقوق غير دستورية (أي أن أي جزء يخالف القانون الأساسي)، فإن المحاكم ملزمة بإسقاط هذا الجزء.

### القانون العام
قبل سن قانون وثيقة الحقوق في هونغ كونغ، كانت حماية حقوق الإنسان تعتمد بشكل كبير على القانون العام في إنجلترا. حيث تتمتع حماية الحريات المدنية بتاريخ طويل في القانون العام الإنجليزي، وعمومًا يتم تسجيلها كحقوق إنسانية في العصر الحديث.
بموجب المادتين 8 و 18 من القانون الأساسي، تتضمن القوانين السارية سابقًا في هونغ كونغ قواعد القانون العام الذي لا يتعارض مع القانون الأساسي. أصبحت مبادئ الحقوق المدنية الموجودة في القانون الإنجليزي جزءًا من قوانين هونغ كونغ. تتضمن مبادئ القانون العام تلك مبادئ التفسير القانوني، مثل الافتراض بأن القوانين لا تعمل بأثر رجعي، المبدأ القائل بأن التشريعات الجنائية يجب أن يتم تفسيرها بدقة، والإطاحة بالولاية القضائية للمحكمة، والحرمان من الممتلكات الخاصة دون تعويض، والافتراض بأن الهيئة التشريعية لا تنوي سن تشريع متعارض مع الالتزام الدولي للدولة.